# 小泉インターチェンジ
小泉インターチェンジ（こいずみインターチェンジ）は、静岡県富士宮市にある西富士道路のインターチェンジである。一般道とは平面交差しており「小泉出入口」（こいずみでいりぐち）とも呼ばれる。

## 概要
西富士道路（自動車専用道路）の富士宮市側の出入口であり、これより北進する国道139号は富士宮道路に至るまでの区間にて、現地で称するところの一般道路区間にあたる富士宮バイパスとなる。東名高速道路や新東名高速道路と直通する高速道路のインターチェンジとしては、当該地区における富士山方面への北端にあたり、同方面の最寄点となる。
登山口の富士宮口（五合目）とは、国道139号「登山道入口」にて分岐する静岡県道180号富士宮富士公園線（富士スカイライン）経由でおよそ35kmの距離にある。

## 道路
- 西富士道路

## 接続する道路
- 国道139号（一般道）
- 静岡県道76号富士富士宮由比線

## 周辺
山麓沿線に所在する主な地点については国道139号#沿線を参照。
- 富士宮駅[2]（JR身延線）
- 小泉久遠寺
- 富士宮市役所
- 富士宮市立病院
- イオンモール富士宮
- 富士山本宮浅間大社

## 隣
西富士道路
新富士IC - 小泉IC